# Kateřina Konečná
Kateřina Konečná (ur. 20 stycznia 1981 w Nowym Jiczynie) – czeska polityk, działaczka komunistyczna, posłanka krajowa, deputowana do Parlamentu Europejskiego V (w 2004), VIII, IX i X kadencji, od 2021 przewodnicząca Komunistycznej Partii Czech i Moraw.

## Życiorys
Ukończyła w 2001 studia na Uniwersytecie Masaryka, w 2009 później uzyskała tytuł zawodowy inżyniera w VŠFS. W wyborach w 2002 uzyskała mandat deputowanej do Izby Poselskiej z ramienia Komunistycznej Partii Czech i Moraw, stając się najmłodszym członkiem parlamentu. Została obserwatorem w Parlamencie Europejskim. Po akcesji Czech do Unii Europejskiej od maja do lipca była eurodeputowaną V kadencji.
W 2006, 2010 i 2013 ponownie wybierana do niższej izby krajowego parlamentu. W 2010 uzyskała również mandat radnej rodzinnego miasta. W 2014 z ramienia swojego ugrupowania została wybrana na eurodeputowaną VIII kadencji. W 2019 i 2024 z powodzeniem ubiegała się o reelekcję w kolejnych wyborach europejskich.
W październiku 2021 została wybrana na przewodniczącą partii komunistycznej.